# Arnaud Ier (évêque de Maguelone)
Pour les articles homonymes, voir Arnaud.
Arnaud Ier est évêque de Maguelone de 1029 à 1060. Il restaure la cathédrale de Maguelone et réinstalle dans l'île l'évêché qui s'était installé à Substantion depuis 737.

## Famille
Nous ne savons rien de la famille à laquelle il appartenait.

## Biographie
Il succède, probablement en 1029, à Pierre de Melgueil et entreprend de transporter dans l’île de Maguelone, le siège de son évêché qui fut détruit en 737 par Charles Martel afin que la cité ne soit un point d'appui pour les sarrazins. Cette décision entraîne le commencement de la décadence et de la ruine de Substantion.
Entre 1030 et 1032, il obtient du pape Jean XIX des indulgences en faveur des donateurs qui l'aideraient à relever la cathédrale Saint-Pierre-et-Saint-Paul de Maguelone.
En 1054, il inaugure la nouvelle cathédrale Saint-Pierre de Maguelone en présence :
- des archevêques Guifred de Narbonne, Léger de Vienne, Raymbaud d'Arles, Guinervinaire d'Embrun ;
- des évêques Frotaire II de Nîmes, Bernard de Béziers, Gonthier d'Agde, Rostain de Lodève, Hugues d'Uzès, Alphonse d'Apt, Guislabert de Barcelone, Arnaud d'Elné, Guifred de Carcassonne.

Il crée, pour sa cathédrale, un chapitre de douze chanoines réguliers  qui suivaient la règle de saint Augustin et de douze chanoines séculiers. Ce chapitre est doté de revenus par la comtesse Adèle, veuve de Bernard III de Melgueil, son fils Raymond Ier de Melgueil et sa belle-fille Béatrix, qui lui donnent certaines parties de l'étang de Maguelonne. L'évêque Arnaud lui donne aussi des patries du même étang que la comtesse Adèle lui avait cédé, et sur lesquels il réserve pour l'évêque la dime et la propriété domaniale.
Le dernier acte connu d'Arnaud Ier, en tant qu'évêque de Maguelonne, date de décembre 1058. Après cette date, vraisemblablement en 1060, il part en pèlerinage en Terre sainte et meurt, à son retour, devant Maguelone.

## Le programme et l'action
Arnaud Ier de Maguelone est associé dans son projet au comte Bernard III de Melgueil, et à la comtesse Adèle, l'épouse de ce dernier. La famille du comte usurpait, à cette époque, les droits royaux sur l'évêché de Maguelone. Pierre de Melgueil, le prédécesseur d'Arnaud Ier était l'oncle de Bernard III et celui-ci l'avait, sinon nommé, fortement contribué à sa désignation.
Le programme d'Arnaud est à la fois religieux et civil, il restaure la cathédrale et la dote d'un chapitre, mais il fait aussi combler l'ancien port et en creuser un nouveau.
Le comte Bernard III de Melgueil était, à cette époque en concurrence avec ses rivaux et ses vassaux, comme les seigneurs de Montpellier, et il utilise les deux atouts que détenait sa famille, le contrôle de l'évêché et de l'atelier monétaire de Maguelone, pour assurer la modernisation du port qui assurait la richesse de son comté et de sa maison.
Cette association constitue un phénomène caractéristique des mouvements laïcs et religieux qui contribuèrent à la réforme grégorienne.